# 三岳城
三岳城（みたけじょう）、または三嶽城は、静岡県浜松市浜名区引佐町三岳にあった日本の城跡（山城）。標高467メートルの三岳山の山頂にあり、井伊氏の戦時における本城であった。城跡は1944年（昭和19年）3月7日に国の史跡に指定されている。

## 概要
南北朝時代に南朝方に与した井伊氏の城とされ、井伊谷城の北東2.5キロメートルに位置する。後醍醐天皇の皇子・宗良親王が遠州に入り、井伊氏に迎えられて拠点としたが、1340年（北朝:暦応3年/南朝:延元5年）に北朝方に攻められ落城した。
その後、戦国時代に井伊氏により再び利用されており、駿河の守護大名・今川氏との抗争の地となったが、1513年（永正10年）に落城した。現在城跡に残る土塁や空堀、石積などの遺構は戦国期に造られたものと考えられている。
なお文化庁はこの城跡について、次のように解説している。